# Hookeriopsis papillidioides
Hookeriopsis papillidioides är en bladmossart som beskrevs av Brotherus 1907. Hookeriopsis papillidioides ingår i släktet Hookeriopsis och familjen Hookeriaceae. Inga underarter finns listade i Catalogue of Life.